# 豐邑市政都心廣場
24°09′32″N 120°38′25″E / 24.15889°N 120.64028°E
豐邑市政都心廣場，為台灣台中市的一棟摩天大樓，位於市政路。由建築師姚嘉志設計，豐邑建設興建，整體結構呈現L形。地面38樓，地下6樓，總高度168公尺，2010年完工後超越大安國際大樓，成為台中市第三高樓，現為台中市第八高樓，僅次於聯聚中雍大廈、世華國際大樓、聯聚瑞和大廈、豐邑市政核心、NTC國家商貿中心、新朗日匯與富宇東方之冠。

## 外部連結
- 豐邑機構 中國人壽市政核心大廈（页面存档备份，存于）

1. ↑  99府都建使字第00243號